# Línguas min
O dialeto ou língua Min (chinês simplificado: 闽语, chinês tradicional: 閩語, pinyin: mǐnyǔ) é um dos principais grupos de variações do chinês, falado por cerca de 30 milhões de pessoas na Fujian nativa e mais cerca de 45 milhões de descendentes de emigrantes em Cantão, Hainan, Zhejiang, Zhoushan, Liyang, Jiangyin, Jiangsu e Taiwan.
Na verdade, existem duas variedades deste dialeto que são praticamente ininteligíveis entre si:
- O Min meridional (闽南语 / 閩南語, mǐnnán yǔ, "língua sulista min").
- O Min setentrional (闽北语 / 閩北語, mǐnběi yǔ, "língua nortista min").

Às vezes o min setentrional se subdivide em quatro variedades: Min setentrional (estrito), Min oriental, Min central e dialeto de Puxian.
O nome mǐn corresponde ao nome de um antigo reino situado na atual província de Fujian. Por ele, o caractere 闽 é utilizado atualmente como abreviatura do nome desta província (nas matrículas dos carros, por exemplo). Um nome alternativo do dialeto, na escrita latina, é Hokkien, que corresponde à transcrição do nome Fujian segundo a pronúncia min. O nome "hokkien" é muito utilizado em Singapura, onde o min meridional é o dialeto chinês mais falado.
Ainda que os chineses preferem falar de dialetos (方言, fāngyán) ao referir-se às variedades do chinês falado, a inteligibilidade mútua entre estes é praticamente nula pelo que muitos linguistas consideram o chinês uma família de línguas, e não uma única língua.
O min é o quarto dialeto, neste sentido amplo, mais falado do chinês depois do mandarim, o wu e o cantonês. Tem entorno de 60 milhões de falantes, principalmente na província de Fujian e em Taiwan. À forma de min meridional falada na República da China é chamada, às vezes, de taiuanês, ainda que apenas difere do min meridional falado na zona de Xiamen, no sul de Fujian.
O min é também o dialeto chinês mais falado entre as comunidades chinesas do Sudeste asiático, em toda Singapura e Malásia. Também, devido à emigração desde Fujian, é o dialeto mais falado na ilha de Hainan.